# تپه زبرجد
تپه زبرجد مربوط به دوره نوسنگی است و در ایذه، خیابان شهید مطهری، کوچه شهید تنور محمد ممبینی، پشت مدرسه راهنمایی واقع شده و این اثر در تاریخ ۲ مرداد ۱۳۸۷ با شمارهٔ ثبت ۲۳۰۵۰ به‌عنوان یکی از آثار ملی ایران به ثبت رسیده است.